# 安志藩 (人物)
安志藩（1911年—2011年4月7日），山西新绛人，原名国屏，政协山西省第三届、第四届委员会副主席。

## 生平
1935年毕业于山西大学法学院。同年参加赤色互济队。曾任中共北平市委总交通，中共中央北方局交通科科长。1941年入延安中央马列学院学习。后任中共热西地委秘书长，隆化县委副书记，滦河县委书记，张家口市区委书记，皖南区委员会组织部干部处长。中华人民共和国后，历任中共安徽省委组织部处长，中共中央统战部副处长，中共山西省委统战部副部长、部长。是第四届全国政协委员，中共山西省第二、四届委员会委员。1964年10月至1967年1月，兼任山西省政协副主席。2011年4月7日去世。